# Antanas Purėnas

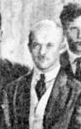
Antanas Purėnas

Antanas Purėnas (* 16. Februar 1881 in Tatkonys, Bezirk Rokiškis; † 5. November 1962 in Kaunas) war ein litauischer Chemiker und Pädagoge. 

## Leben
Er lernte am Gymnasium Liepāja und von 1902 bis 1904 studierte an der Universität Tartu, von 1904 bis 1910 an der Universität Petersburg (die 1912 absolvierte).
Von 1910 bis 1918 lehrte er an der Handelsschule Petersburg. 1919 leitete er als Direktor das Gymnasium Rokiškis. 
Von 1922 bis 1950 lehrte er an der Lietuvos universitetas (ab 1930 Vytauto Didžiojo universitetas).
1922 gründete er den Lehrstuhl für Chemie. Ab 1939 war er Prorektor und von 1940 bis 1941 und von 1944 bis 1946 Rektor, 1944 Professor der VDU. Ab 1951 lehrte er am Kauno politechnikos institutas (KPI), war Prorektor der KPI, von 1951 bis 1962 Leiter des Lehrstuhls für Organische Chemie.  1920 war er Mitglied des Steigiamasis Seimas.
Sein Grabmal befindet sich im Friedhof Petrašiūnai.

## Familie
Purėnas war verheiratet mit Liuda Purėnienė-Vienožinskaitė (1884–1972), einer litauischen Juristin und Politikerin.